# Obrium invenustum
Obrium invenustum es una especie de escarabajo longicornio del género Obrium, categorizada en la tribu Obriini, de la subfamilia Cerambycinae. Fue descrita por Holzschuh en 2008.

## Descripción
Mide 4,3-5,3 mm de longitud.

## Distribución
Se distribuye por Laos.